# 泾川县
泾川县在中华人民共和国甘肃省东北部、泾河中游，是平凉市下属的一个县。
汉朝置安定县，唐朝改保定县，金改泾川县，明朝入泾州，1913年改泾州县，1914年复改泾川县。
位處东经107°15′-107°45′，北纬35°11′-35°31′。

## 行政区划
泾川县下辖11个镇、3个乡：

城关镇、玉都镇、高平镇、荔堡镇、王村镇、窑店镇、飞云镇、丰台镇、党原镇、汭丰镇、太平镇、罗汉洞乡、泾明乡、红河乡和张老寺农场。

## 交通
- 312国道过境。

## 旅游景点
- 南石窟寺
- 王母宫
- 大云寺

## 名人名士
- 完颜承麟，金朝末代皇帝，女真名呼敦。
- 朱贯三，中华民国政治人物。1949年夏，赴台湾。